# R.W.D.M. Brussels F.C.
F.C. Brussels là một câu lạc bộ bóng đá Bỉ đặt trụ sở tại Molenbeek-Saint-Jean, Brussels. Câu lạc bộ tham dự giải vô địch bóng đá Bỉ từ mùa giải 2004-05. F.C. Brussels thành lập năm 1932 và đến năm 2003 sáp nhập với 2 câu lạc bộ khác là R.W.D. Molenbeek và K.F.C. Strombeek.

## Cầu thủ nổi tiếng
- Thập niên 2000: Alan Haydock,  Richard Culek, Patrick Nys, Eric Deflandre

## Huấn luyện viên nổi tiếng
- Thập niên 2000:  Harm van Veldhoven, Emilio Ferrera, Robert Waseige,  Albert Cartier

## Thành tích
- Giải vô địch bóng đá hạng hai Bỉ:
  - Vô địch (1): 2003-04
- Giải vô địch bóng đá hạng ba Bỉ:
  - Vô địch (1): 1999-2000